# ماریان اشتاینبرخر
ماریان اشتاینبرخر (پرتغالی: Marianne Steinbrecher؛ زادهٔ ۲۳ اوت ۱۹۸۳) یک بازیکن والیبال دو ملیتی برزیلی آلمانی که عضو تیم ملی والیبال زنان برزیل و باشگاه اوزاسکو است. ماریان با برزیل به مدال طلا المپیک ۲۰۰۸ رسید و در قهرمانی جهان ۲۰۰۶ مدال نقره و قهرمانی جهان ۲۰۱۴ مدال برنز را با برزیل تجربه کرد. او در رده باشگاهی نیز مدال برنز قهرمانی باشگاه‌های جهان ۲۰۱۲ را نیز با فنرباغچه به دست آورد.